# Lindsey Pelas
Lindsey Nicole Pelas (Baton Rouge, Luisiana; 19 de mayo de 1991) es una modelo y actriz estadounidense. Pelas hizo su debut cinematográfico en la película Extraction (2015).

## Primeros años
Lindsey nació el 19 de mayo de 1991 en una pequeña ciudad al sur de Louisiana. Creció en un pequeño pueblo cerca de Independence (Luisiana), y siendo niña Pelas ya soñaba con ser una estrella de cine. Fue una de ocho hijos que creció con cuatro hermanas y tres hermanos. Asistió a una escuela secundaria rural, graduándose entre los mejores de su clase. Asistió a la Universidad Estatal de Louisiana obteniendo una licenciatura en Historia.

## Carrera
Pelas comenzó su carrera como modelo en 2013, cuando hizo varias reportajes para Playboy. Ha modelado para múltiples marcas y ha aparecido en publicaciones como Maxim, GQ, Glamour, también ha modelado para Playboy y fue nombrada la Ciber Chica del Mes de Playboy en mayo de 2014. Después de su etapa en Playboy, se mudó a Los Ángeles donde tuvo un amorío con el jugador de póquer Dan Bilzerian.[cita requerida]
Pelas es principalmente conocida por su presencia en las redes sociales, ganando millones de seguidores en Instagram y Twitter, así como una cuenta de Snapchat extremadamente popular. Pelas también es la anfitriona y fundadora del podcast Eyes Up Here, que se transmite semanalmente en Focus TV. Entre los invitados notables en el programa se encuentran Kate Quigley y Chris Pfaff.

## Filmografía
| Año  | Título                       | Papel                | Notas          |
| ---- | ---------------------------- | -------------------- | -------------- |
| 2015 | Extraction                   | Stephanie            |                |
| 2022 | Alone at Night               | Ella misma           |                |
| 2023 | The Curse of the Clown Motel | Camarera de cócteles |                |
| —    | Hollywood Heist              |                      | Postproducción |
| —    | The Trouble with Billy       | Katrina              | Postproducción |

| Año  | Título       | Papel  | Notas                    |
| ---- | ------------ | ------ | ------------------------ |
| 2018 | The Bay      | Bianca | Temporada 4; 2 episodios |
| 2024 | Paper Empire | Venus  | Temporada 1; 3 episodios |

| Año  | Título          | Artista      | Álbum               |
| ---- | --------------- | ------------ | ------------------- |
| 2015 | «Thunda Thighs» | Fitty Smallz | Sencillos sin álbum |
| 2017 | «Xxpensive»     | Erika Jayne  | Sencillos sin álbum |